# Vsevolod Michajlovič Garšin
Vsevolod Michajlovič Garšin (rusky Все́волод Миха́йлович Га́ршин; 2. únorajul./ 14. února 1855greg. Prijatnaja Dolina, Jekatěrinoslavská gubernie – 24. březnajul./ 5. dubna 1888greg. Petrohrad) byl ruský spisovatel, básník a umělecký kritik.

## Život
Vsevolod Michajlovič Garšin se narodil ve vsi Prijatnaja Dolina, v tehdejší Jekatěrinoslavské gubernii, Bachmutském újezdu. Dnes se obec ukrajinsky nazývá Prijemna Dolina (Приємна Долина) a leží v Bachmutském rajónu Doněcké oblasti ve východní části Ukrajiny.
Rod Garšinů byl podle tradice poruštělého tatarského původu, otec Michail Jegorovič Garšin (1817–1870) byl důstojníkem. Na výchovu Vsevoloda Garšina měla vliv matka, která se zajímala o literaturu i politiku a ovládala němčinu a francouzštinu. V letech 1864–1874 se Garšin vzdělával v petrohradském gymnáziu (později reálné gymnázium), vysokoškolské vzdělání na Důlním institutu nedokončil. Jako dobrovolník se zapojil do rusko-turecké války (1877–1878). Po válce se stal záložním důstojníkem.
I když byl literárně úspěšný, Garšin trpěl periodickými záchvaty duševní choroby. Ve věku 33 let se pokusil o sebevraždu skokem do schodištní šachty v obytném domě, kde žil. O několik dnů později podlehnul v nemocnici zraněním.

### Rodina
Dle soudobého českého nekrologu byl Garšin ženat, ruské a anglické zdroje se o rodině nezmiňují.
Bratr Jevgenij Michajlovič Garšin (1860–1931) byl významný pedagog, literát, kritik a vydavatel.

### Posmrtná připomínka

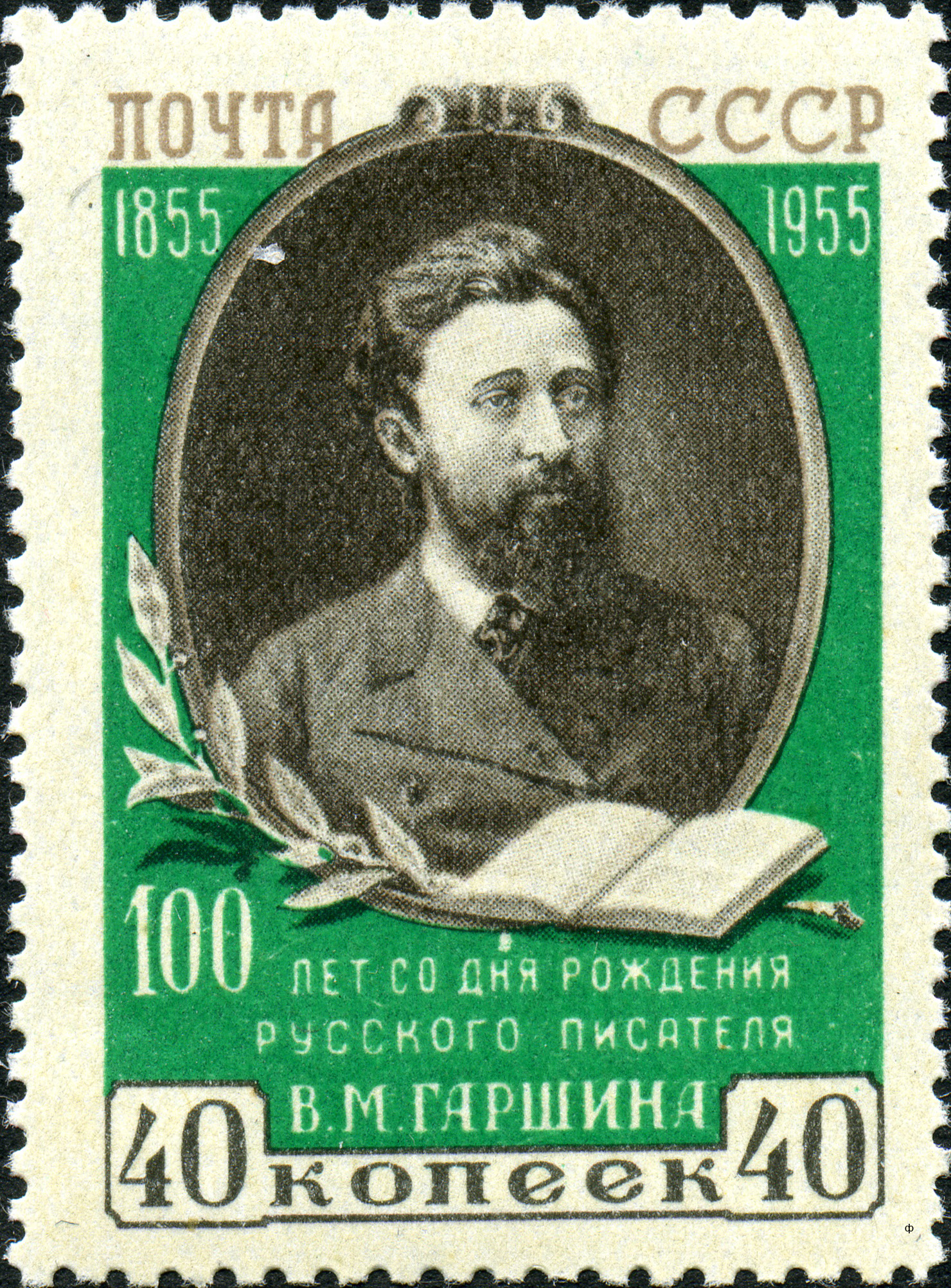
Známka s portrétem V. M. Garšina, SSSR

Při příležitosti 100. výroční narození byla v roce 1955 vydána v SSSR poštovní známka s Garšinovým portrétem.

## Dílo
Garšin se ve svém díle často věnuje smrti, jako meznímu okamžiku, ve kterém člověk zjišťuje skutečnou hodnotu života. Smrt je pro něj měřítko této hodnoty.

### Nejstarší vydání v ruštině
- Рассказы (Povídky, 1882)
- Вторая книжка рассказов (Druhá knížka povídek, 1885)
- Из записок рядового Иванова, о походе 1877 года (Ze zápisků vojína Ivanova, 1887)
- Третья кн. рассказов (Třetí knížka povídek, 1891)

### Česká vydání
Časopisecky bylo dílo Vsevoloda Garšina v Česku publikováno a komentováno již za jeho života, např. v časopisech Ruch a Květy.

#### Knižně česky
- Červený květ a jiné novely (přeložil Vilém Mrštík, Praha, F. Šimáček, 1894 a 1921)
- Sibiřské črty Vladimíra Korolenka, [Čerkes – V. G. Korolenko — V. Boji. Signál. Medvědi – Vsevolod Garšin] přeložil Josef Koněrza. Brno: Josef Barvič, 1895[6]
- Povídky (přeložil Vilém Mrštík, Praha, E. Grégr, 1896–1898)[7][8]
- Povídky Gustava Flauberta. Kniha I (přel. V. Mrštík, Praha, E. Grégr, 1896)
- Povídky. Kniha II (přel. Vilém Mrštík, Praha, E. Grégr, 1898)
- Povídky (přeložili V. Mrštík, Pavel Papáček, L. Ryšavý, Praha, J. Otto, 1910)[9]
- Čtyři dni – in: 1000 nejkrásnějších novel... č. 12, přeložil V. Červinka, úvod František Sekanina. Praha: J. R. Vilímek, 1911
- Hrdý Aggej a jiné povídky (přeložil Quido Filip, s obrázkem Nikolaje Konstantinoviče Roericha, Praha, A. Hynek, 1912)[10]
- Válka (přeložila Bronislava Herbenová, Praha, Jan Laichter, 1913)[11]
- Sneguročka = Sněhurka – Fedor Sologub. Khodynka = Khodynka – L. N. Tolstoj. To, čego ne bylo = O tom, čeho nebylo – V. M. Garšin; s azbukou, přízvuky, úvodem do výslovnosti a přepisem uspořádal a přeložil Antonín Lakomý. Holešov: F. Malota, F. Šídlo, J. Konečný, 1918
- Červený květ a jiné novely – přeložil V. Mrštík. Praha: Šolc a Šimáček, 1921
- Čtyři dni (přel. Alois Tvrdek, Kolín, Vincenc Janeček, 1921)
- Rudý kvítek (soubor díla, přel. Ervína Mojsejenková, verše přel. Zdenka Bergrová, předmluva Vladimír Svatoň, Praha, SNKLHU, 1955)
- Rudý kvítek (přeložil Jura Bagár, ilustroval Vladimír Novák, Praha, Práce, 1975)
- Čtyři dny (výbor povídek, vybral, uspořádal a doslov napsal Vladimír Novotný, přeložila Vlasta Tafelová, ilustroval Miroslav Vrátný, Praha, Odeon, 1983)

Dále byla povídka V. M. Garšina zahrnuta do antologie ruských fantastických povídek Červený smích (Naše vojsko, 1970)